# Caravia
Caravia est une commune (concejo aux Asturies) située dans la communauté autonome des Asturies en Espagne. Elle est bordée au nord par la mer Cantabrique, au sud par Parres, à l'est par Ribadesella et à l'ouest par Colunga. La partie sud de la commune forme, avec les communes précédentes et Piloña, le paysage protégé de la Sierra del Sueve.
Depuis 2006, elle forme avec les municipalités de Parres et Piloña la mancommunauté de la comarque del Sueve. Sa population est de 496 habitants (INE 2023).

## Paroisses
La commune de Caravia est divisée en 2 paroisses civiles.

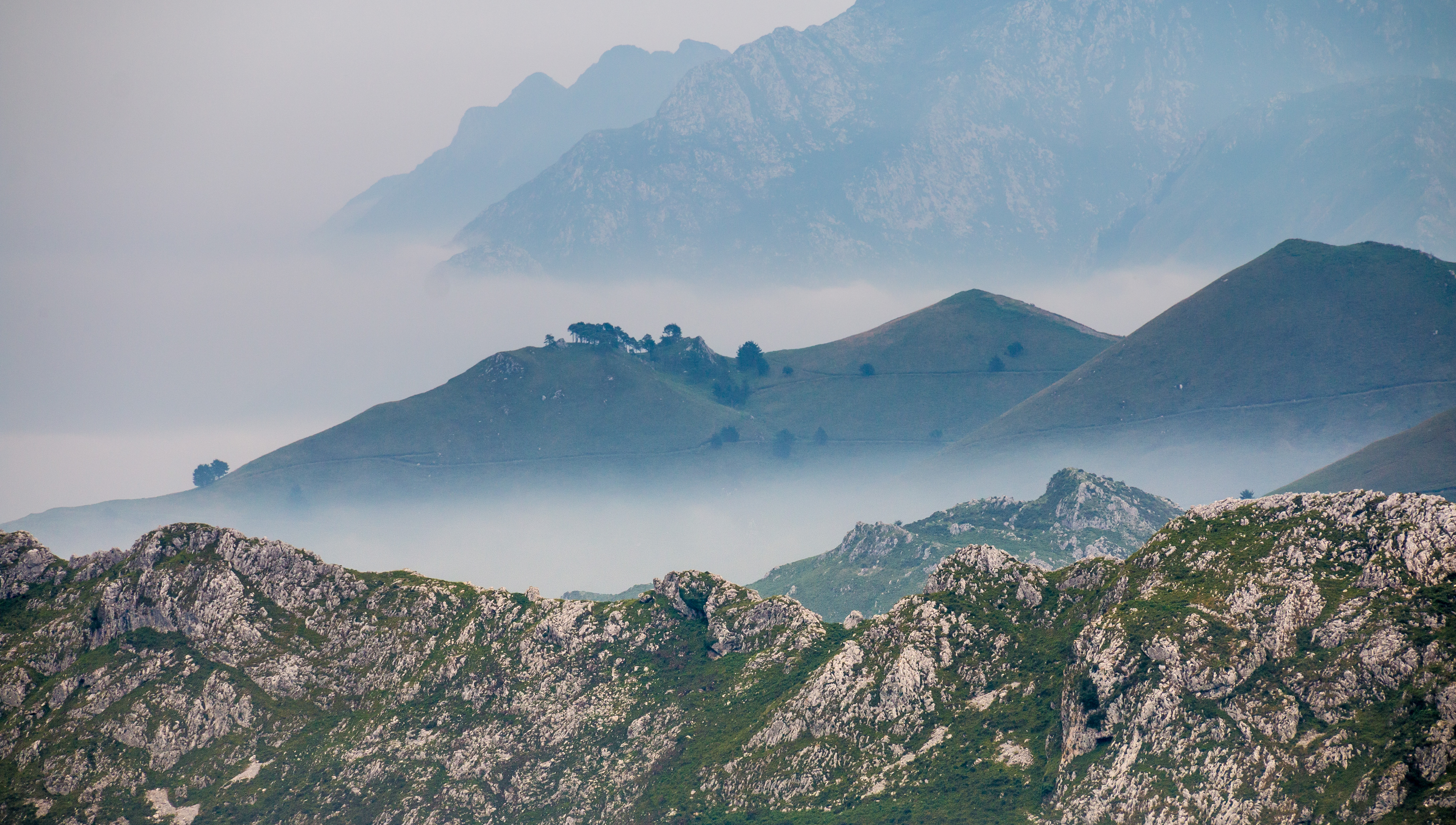
Brume sur la Sierra del Sueve

- Caravia Alta (Caravia L'alta)
- Caravia Baja (Caravia La Baxa)

.